# Lastrea biforme
Lastrea biforme là một loài dương xỉ trong họ Dryopteridaceae. Loài này được B. Boivin mô tả khoa học đầu tiên..
Danh pháp khoa học của loài này chưa được làm sáng tỏ. 